# Agamana
Agamana es un género de lepidópteros perteneciente a la familia Noctuidae. Es originario de Australia.

## Especies
- Agamana callixeris Lower, 1903
- Agamana cavatalis Walker, [1866]
- Agamana conjungens Walker, 1858
- Agamana pergrata Turner, 1933
- Agamana sarmentosa Felder & Rogenhofer, 1874